# Актюбінська губернія
Актюбинська губернія (каз. Ақтөбе губерниясы, рос. Актюбинская губерния), губернія Киргизької та Казакської АРСР. 
Губернське місто — Актюбинськ.
Була створена 28 травня 1921 року з частини Оренбурзько-Тургайської губернії.
Внаслідок зміни поділу КАРСР на округи Актюбинська губернія ліквідована 18 червня 1928 року. Її територія увійшла до Актюбинського й Адаєвського округів.

## Адміністративний поділ
12 квітня 1921 було затверджено розподіл Актюбинської губернії на 4 райони:
- Ак-Булацький район. Центр - селище Ак-Булак. Включав 18 волостей.
- Актюбинський район. Центр - місто Актюбінськ. Включав 41 волость.
- Можаровський район. Центр - селище Романкуль. Включав 20 волостей.
- Темірський район. Центр - місто Темір. Включав 27 волостей.

26 травня 1921 року з колишньої Оренбурзької-Тургайської губернії в Актюбінську було передано Іргізький район, що включав 17 волостей. 21 жовтня 1921 року з Іргізького району виділилися нові Карабутацький (4 волості) й Челкарський (7 волостей) райони. 19 листопада 1921 року з Уральської губернії передано Уїльський район в складі 14 волостей. 19 грудня 1921 було скасовано Можаровський район.
5 липня 1922 року всі райони були скасовані, а замість них створено 5 повітів:
- Ак-Булацький повіт. Центр - селище Ак-Булак. Включав 15 волостей.
- Актюбинський повіт. Центр - місто Актюбінськ. Включав 39 волостей.
- Іргізький повіт. Центр - місто Іргиз. Включав 8 волостей.
- Темірський повіт. Центр - місто Темір. Включав 20 волостей.
- Челкарський повіт. Центр - селище Челкар. Включав 6 волостей.

27 листопада 1923 року до складу Актюбинської губернії з Кустанайської губернії було передано Тургайський повіт у складі 8 волостей. 12 січня 1924 року скасовано Іргізький повіт, а 16 січня - Ак-Булацький повіт.
28 червня 1927 року Тургайский повіт було виведено зі складу Актюбинської губернії й передано до Сирдар'їнської губернії та Кустанайського округу.

## Українці Надуралля й Зауралля
До примусової зміни національності через сталінську паспортизацію населення за переписом 1926 року українці були другою, після казахів, національною групою губернії: казахи — 68,3 %; українці — 18,9 %; росіяни — 9,3 %; татари — 1,7 %. У губернії були розташовані землі українського Надуралля (Поуралля), та точніше - Зауралля.